# K-19 (sottomarino)
Il K-19 (in russo: Атомная подводная лодка К-19 o проект-658) è stato il primo sottomarino nucleare lanciamissili balistici costruito in Unione Sovietica. La sfortunata serie di incidenti a cui fu soggetto ispirò il film K-19 - The Widowmaker (2002).

## Storia
In piena guerra fredda, la deterrenza tra USA e URSS era la minaccia nucleare, che si combatteva anche su primati tecnologici e scientifici. Il 30 dicembre 1959 gli USA fecero entrare in servizio il primo SSBN della storia (lo USS George Washington). Questa si trattò di un'importante innovazione militare strategica, che colse i sovietici impreparati. Per eliminare questo gap, il governo dell’URSS impose la costruzione di un sottomarino omologo al Washington in tempi strettissimi.
Per rispettare la rigida tabella di marcia, gli ingegneri non fecero altro che modificare il progetto del primo sottomarino nucleare sovietico, dando vita alla classe Hotel. La prima unità ad essere costruita fu il K-19.

### Costruzione
I lavori iniziarono il 17 ottobre 1958 a Severodvinsk e durante i lavori morirono 9 operai: l'esigenza di schierare rapidamente il battello, mise in secondo piano anche i requisiti di sicurezza e influenzò notevolmente la qualità del lavoro. 
Il varo avvenne l'8 aprile 1959. Per la cerimonia si decise di rompere con la tradizione facendo lanciare la bottiglia di Champagne ad un uomo invece che ad una donna: ironia vuole che la bottiglia non si ruppe, presagio di sfortuna per la nave. Le prove in mare si svolsero dal 3 al 17 luglio e dal 12 agosto all'8 novembre 1960. Il K-19 entrò ufficialmente in servizio il 30 aprile 1961.

### L'incidente del luglio 1961
Il 4 luglio 1961, al comando del capitano Zateev, il K-19 aveva condotto un'esercitazione nell'Atlantico settentrionale presso l'isola di Jan Mayen. Terminata l'esercitazione, al sottomarino venne ordinato di dirigersi verso una zona di pattugliamento al largo della costa est degli Stati Uniti. 
Durante la navigazione si guastò il condotto del refrigerante del reattore di poppa, che portò al surriscaldamento incontrollato del reattore stesso. Il rischio era che la fusione del reattore innescasse le testate nucleari dei missili a bordo. 
Il comandante fece emergere il battello e ordinò ad una squadra di tecnici di creare un nuovo sistema di raffreddamento. 
Venne deciso di collegare con mezzi di fortuna il reattore alle riserve di acqua a bordo: per fare questo, i tecnici dovevano però entrare nella camera del reattore ed esporsi a dosi letali di radiazioni (a bordo non c'erano tute anti-radiazione). Inoltre, dato che il deposito di acqua era esterno alla camera del reattore, la porta della camera rimaneva socchiusa, permettendo ad una nube di vapore radioattivo di uscire e contaminare gradualmente il resto del K-19.
Dopo aver rifiutato un'offerta di aiuto proveniente da un cacciatorpediniere statunitense che l'aveva localizzato, il K-19 venne soccorso da un altro sottomarino sovietico,  l'S-270. L'equipaggio venne evacuato e il battello trainato alla base. Dopo esservi giunto, il sottomarino contaminò una zona di 700 m di raggio. 
I reattori danneggiati vennero sostituiti e, durante i lavori, si registrarono ulteriori contaminazioni da radiazione tra gli operai. Si scoprì poi che il guasto era stato causato da una saldatura difettosa che aveva ceduto, impedendo al refrigerante di raggiungere il reattore.
Il K-19 ritornò in servizio il 15 ottobre 1963, con il soprannome di Hiroshima. 
L'incidente non piacque affatto ai vertici di Mosca. Zateev venne processato e, sebbene assolto, non gli venne assegnato il comando di alcun battello. Fu inoltre dato l'ordine di mantenere la segretezza assoluta sul disastro, che venne reso pubblico solo 28 anni dopo, con la caduta del muro di Berlino. Nonostante l'eroismo dimostrato da alcuni membri dell'equipaggio, non venne data alcuna medaglia ad ufficiali e marinai, poiché l'eroismo non era dovuto ad azione di guerra.

### Altri incidenti
Il 15 novembre 1969 il battello entrò in collisione e si scontrò con il sottomarino statunitense USS Gato al largo del Mare di Barents, ad una profondità di 60 m. L'impatto distrusse completamente il sistema sonar di prua e le coperture dei tubi lanciasiluri del K-19. Il battello dovette tornare alla base in emersione mentre il Gato subì pochi danni e continuò la pattuglia. 
Il 24 febbraio 1972 scoppiò un incendio mentre il K-19 era in navigazione a 120 m di profondità al largo di Terranova. Il battello riemerse e l'equipaggio fu evacuato ad eccezione di 12 uomini rimasti bloccati nella camera dei siluri. I soccorsi furono ritardati da una burrasca. L'operazione di soccorso, ostacolata da una burrasca, durò più di 40 giorni e coinvolge oltre 30 navi: alla fine l'incendio uccise 28 marinai e altri due morirono successivamente per le ustioni. Dal 15 giugno al 5 novembre 1972 il sottomarino fu riparato e rimesso in servizio. Il 15 novembre dello stesso anno scoppiò un altro incendio nel VI compartimento ma fu spento dall'impianto antincendio e non ci furono vittime.

### Destino
Il 26 luglio 1979 il battello fu riclassificato come sottomarino per comunicazioni e rinominato KS-19 (КС-19).
Nell'aprile 1990 fu dismesso e trasferito al cantiere di Polyarny in attesa della demolizione. Nel marzo 2002 è stato infine rimorchiato al cantiere navale Nerpa a Murmansk e demolito.
Il 1º febbraio 2006 l'ex presidente dell'Unione Sovietica Mikhail Gorbačëv propose, in una lettera al Comitato Nobel, che l'equipaggio del K-19 venisse nominato al premio Nobel per la pace, per le azioni condotte il 4 luglio 1961. Nel marzo 2006 alla memoria del comandante Nikolaj Vladimirovič Zateev venne intitolato formalmente per il premio.

## Propulsione
Il K-19 era alimentato da 2 reattori VM-A di tipo PWR (reattori ad acqua pressurizzata).

## Vittime dell'incidente del '61

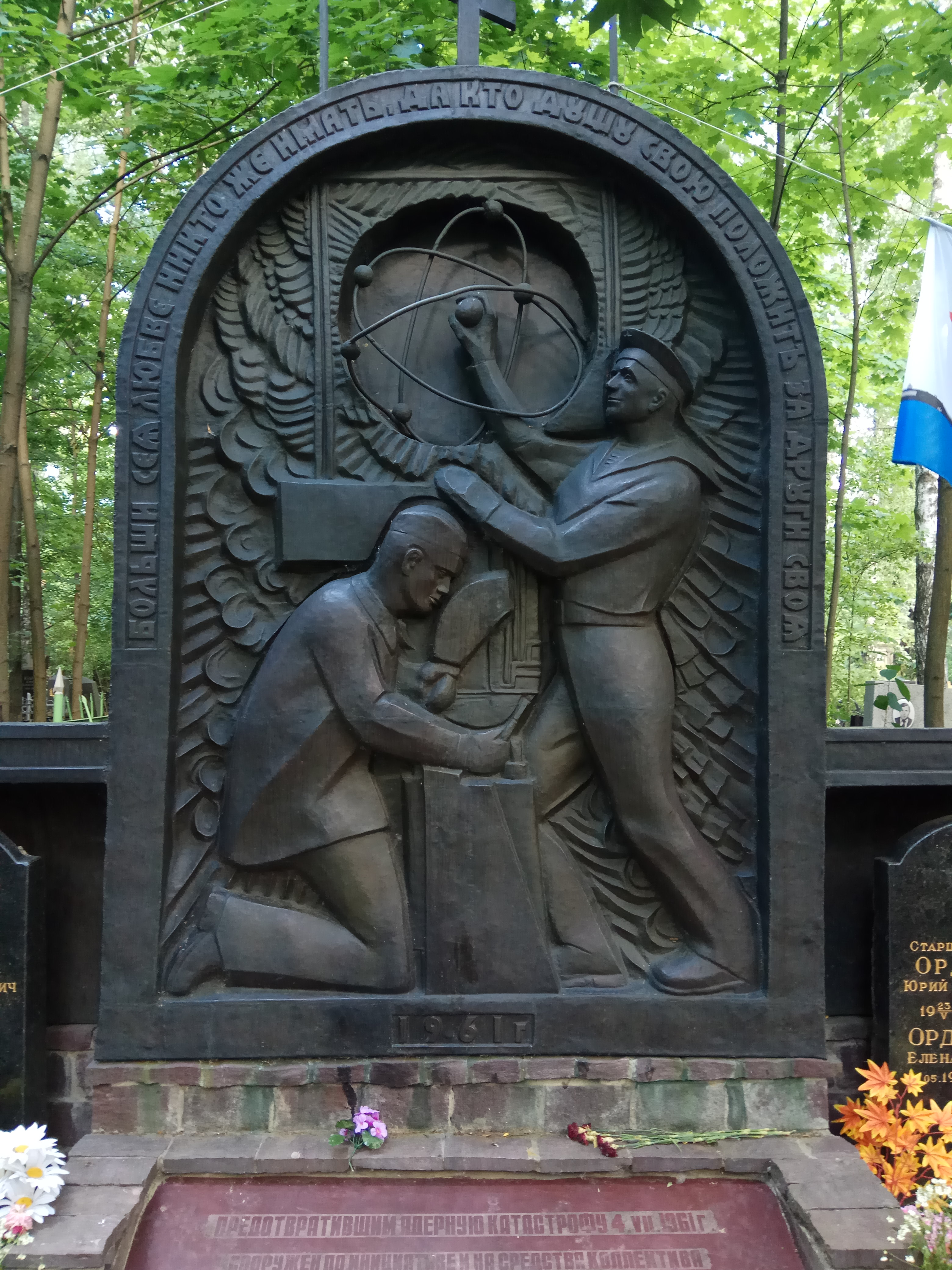
monumento ai marinai del sottomarino K-19, cimitero di Kuzminskoe (Mosca)

Molti membri ricevettero una dose letale di radiazioni durante le operazioni di riparazione del sistema di raffreddamento del reattore n. 8.
Gli otto uomini responsabili della riparazione morirono in pochi giorni a causa delle radiazioni assorbite, ed altri quattordici nel giro di due anni.
| Nome              | Grado                                                   | Dose di radiazione        | Data di morte  |
| ----------------- | ------------------------------------------------------- | ------------------------- | -------------- |
| Boris Korchilov   | Tenente                                                 | 5400 rem= 54 Sv (Sievert) | 10 luglio 1961 |
| Boris Ryzhikov    | Capo Staršiná                                           | 720 röntgen = 8,6 Sv      | 25 luglio 1961 |
| Yuriy Ordochkin   | Staršiná, prima classe                                  | 990 röntgen = 11 Sv       | 10 luglio 1961 |
| Evgeny Kashenkov  | Staršiná, seconda classe                                | 845 röntgen = 10 Sv       | 10 luglio 1961 |
| Semyon Penkov     | Marinaio                                                | 890 röntgen = 10 Sv       | 18 luglio 1961 |
| Nicolai Savkin    | Marinaio                                                | 930 röntgen = 11 Sv       | 13 luglio 1961 |
| Valery Charitonov | Marinaio                                                | 935 röntgen = 11 Sv       | 15 luglio 1961 |
| Yuriy Povstyev    | Capitano Tenente, Comandante della divisione di manovra | 629 röntgen = 7,5 Sv      | 22 luglio 1961 |

Molti altri membri dell'equipaggio assorbirono dosi di radiazioni al di sopra della soglia di sicurezza. Vennero seguiti dal professore Volynskiy che li sottopose a trapianto di midollo e trasfusioni di sangue. Tali cure salvarono, tra gli altri, il tenente capo Mikhail Krasichkov e il capitano di terza classe Vladimir Yenin, che assorbirono dosi di radiazioni normalmente considerate letali. Per motivi di segretezza la diagnosi ufficiale non fu avvelenamento da radiazioni, ma sindrome asteno vegetativa.

## Nei media
La conseguente tragedia a livello internazionale ispirò anche la regista Kathryn Bigelow per la realizzazione del film omonimo del 2002 interpretato da Harrison Ford e Liam Neeson. Per ricreare più verosimilmente possibile l'interno del sottomarino si fece uso di un esemplare della classe Juliett di qualche anno più recente.